# 何超凤
何超鳳，BBS（1964年12月19日—）是澳門出生並在香港發展的女企业家，為前澳門首富「澳門賭王」何鸿燊之女。2021年7月獲頒授銅紫荊星章。

## 生平
何超鳳為前澳門首富「澳門賭王」何鸿燊與妾蓝琼缨於1964年所生之女，是何鴻燊之第五女。何超鳳於1994年嫁予大馬主何壽康之子何志堅，於2016年離婚。
何超鳳1994年加入父親何鸿燊創立的信德集團，並於同年獲委任為該集團執行董事；其後再於1999年獲委任為該集團副董事總經理及財務總監。
2017年6月，何超鳳獲選為澳門博彩控股執行董事，並於2018年6月接任澳門博彩控股有限公司主席，翌月獲委任為董事會執行委員會主席，以及於2019年2月獲委任為董事會提名委員會委員及薪酬委員會委員。其後於2019年6月由原任董事會提名委員會之委員調任為澳門博彩控股有限公司主席。何超鳳於2019年3月獲選為澳娛綜合的董事並獲委任為澳娛綜合董事局主席。 何超鳳亦為信德船務、Renita Investments、Oakmount Holdings及Megaprosper Investments之董事。
2021年12月何超鳳獲香港特別行政區行政長官林鄭月娥委任為司法人員薪俸及服務條件常務委員會委員。
何超鳳的表妹是現任無綫電視兒童節目及綜藝節目司儀及主持黎芷珊。

## 主要職位
- 澳門博彩控股有限公司主席兼執行董事[5]（現任）
- 信德集團有限公司執行董事兼副董事總經理[16]（現任）